# Лиде, Адольф Михайлович
Адольф Михайлович Лиде (6 июля 1896, Лифляндская губерния, теперь Латвия — 1941, Красноводск, Туркменская ССР, СССР) — советский военный и политический деятель, ответственный секретарь Крымского областного комитета РКП(б).

## Биография
Родился в семье латвийских крестьян.
Член РСДРП(б) с 1913 года.
Один из организаторов красногвардейских отрядов в городе Петрограде и Латвии в 1917. Участник Гражданской войны в России.
В 1917—1918 годах — секретарь Смилтенского районного комитета Социал-демократии Латвии, член Видземского совета Латвии.
С октября 1918 года — комиссар 6-го сводного полка чрезвычайной комиссии (ВЧК) в составе 2-й сводной дивизии Красной армии. Участвовал в боях под Ижевском и Воткинском. В январе — марте 1919 года — военный комиссар 5-й Уральской стрелковой дивизии РККА. В марте 1919 — апреле 1920 г. — военный комиссар 21-й Пермской стрелковой дивизии РККА, в составе которой принимал участие в Красноуфимской, Екатеринбургской, Челябинской операциях, в боях с войсками генерала Деникина на Южном фронте.
В марте — июле 1920 г. — член Революционного военного совета (РВС) 9-й армии РККА. В октябре — ноябре 1920 года — член Революционного военного совета (РВС) 13-й армии РККА Южного фронта, заместитель председателя Крымского революционного комитета. В декабре 1920 — январе 1921 года — член Революционного военного совета (РВС) 4-й армии РККА Вооруженных сил Украины и Крыма.
6 января — 13 марта 1921 — ответственный секретарь Крымского областного комитета РКП(б). При нём продолжался Красный террор в Крыму.
М. Х. Султан-Галиев в своем докладе отметил: «тов. Лидэ – больной психически, сильно утомившийся и нуждающийся в отдыхе работник. У него парализованы оба плеча и одна нога, и он с большим трудом двигается. Исследовавшие его недавно врачи утверждают, что переутомление его организма достигло крайних пределов и что если он не будет лечиться, то через несколько месяцев может сойти с ума. Ясно, что требовать от такого работника умелого руководства партийной работой было нельзя. Он пошел по пути т. Самойловой, правда, временами с некоторыми ослаблениями, но это «ослабление» носило непостоянный характер и лишь раздражало организацию, вызывая в ней внутренние трения».
С декабря 1921 до октября 1922 года — член Революционного военного совета (РВС) Петроградского военного округа.
С 1922 года на военно-политической работе. С 1927 года — на пенсии.

## Награды
- орден Красного Знамени (1920)